# Fließbandabstimmung
Die Fließbandabstimmung ist ein Planungsproblem der Produktionswirtschaft, das sich bei der Konzeption von Fließbändern im Rahmen der Fließbandfertigung stellt und mit Methoden des Operations Research modelliert werden kann. Die Fragestellungen betreffen dabei häufig die Taktzeit, die Anzahl der Bearbeitungsstationen (Maschinen) oder den Bandwirkungsgrad.

## Grundlagen
Unter Fließbandfertigung wird in diesem Zusammenhang eine Fertigung verstanden, bei der alle Produkte in der gleichen Reihenfolge eine Anzahl an Maschinen durchlaufen, auf denen sie bearbeitet werden. Dabei werden alle Produkte synchron fortbewegt. Dies kann durch ein kontinuierlich laufendes Förderband geschehen, das mit einer konstanten Geschwindigkeit läuft. Die andere Möglichkeit besteht darin, das Band für die Taktzeit anzuhalten und anschließend alle zu bearbeitenden Produkte eine Station weiterzufördern. Der Fall der Reihenfertigung, bei der zwischen den Stationen Pufferlager eingerichtet sind und jede Station eine beliebig lange Arbeitszeit zur Verfügung hat, wird im Rahmen von Flow-Shop-Problemen behandelt.
Bei allen Modellen wird davon ausgegangen, dass alle zu fertigenden Produkttypen in n nicht weiter teilbaren Arbeitsgängen bearbeitet werden müssen. Zwischen den einzelnen Arbeitsgängen gibt es dabei Vorgänger- und Nachfolgerbeziehungen. Dabei kann ein einzelner Arbeitsgang aus technischen oder ökonomischen Gründen grundsätzlich auch mehrere direkte Vorgänger und Nachfolger haben. Mithilfe der Graphentheorie lassen sie sich als zyklenfreier Digraph G darstellen. Die Arbeitsgänge bilden dabei die Knotenmenge V, und die Pfeilmenge E bildet die Vorgänger- und Nachfolgerbeziehungen ab.

## Klassifikation
In der Literatur gibt es eine große Menge an verschiedenen Modellen die sich in folgenden Punkten unterscheiden können.
1. Anzahl der Produkte
  1. Einproduktmodelle
  2. Mehrproduktmodelle: Bei Varianten- oder Sortenproduktion werden verschiedene Produkte gefertigt die sich aber sehr ähnlich sind. Unterschiede ergeben sich aus den Bearbeitungszeiten der einzelnen Arbeitsgänge. In diesen Modellen ist eine optimale Reihenfolge zu planen. Sind die Unterschiede zwischen den Produkten so groß, dass das Fließband umgerüstet werden muss, so hat man gleichzeitig noch ein Losgrößenproblem.
2. Bearbeitungszeiten
  1. statisch-deterministische Modelle haben fest vorgegebene Bearbeitungszeiten
  2. Bei dynamisch-deterministischen Modellen sind die Bearbeitungszeiten veränderbar. Entweder aufgrund von Umstellungen im Produktionsprozess oder wegen Lerneffekten
  3. Stochastische Modelle haben zufallsabhängige Bearbeitungszeiten.
3. Struktur des Fließbands: parallele oder serielle Maschinen, oder Mischungen daraus.
4. Zuordnungsrestriktionen hinsichtlich Betriebsmitteln, Position der Werkstücke, Arbeitsgänge, Qualifikation der Mitarbeiter.
5. Ausstattung mit Arbeitskräften und Maschinen: Einfachbemannte, mehrfachbemannte oder vollautomatische Arbeitsstationen.
6. Stationsbegrenzung
7. Anstoßrate: (Wie häufig wird ein neues Werkstück auf das Band gelegt?) fix oder variabel
8. Transportsystem: Können Werkstücke vom Band genommen werden?
9. Verfahrensalternativen: ein fest vorgegebenes, oder mehrere frei wählbare Fertigungsverfahren
10. Zielsetzung: Minimierung der Gesamtkosten, der Durchlaufzeit, der Stationsanzahl, der Taktzeit etc.

## Grundmodell
Ein in der Literatur häufig betrachtetes Grundmodell (engl. simple assembly line balancing problem, SALBP) geht von folgenden Annahmen aus:
- Einproduktfall
- Das Produktionsverfahren ist vorgegeben.
- feste Bearbeitungszeiten tj für j = 1, 2,..., n
- Alle Stationen besitzen dieselbe Taktzeit.
- fixe Anstoßrate
- Alle Stationen sind mit gleichwertigem Personal und Maschinen ausgestattet.
- serielle Anordnung der Maschinen
- unbewegliche Werkstücke (können nicht vom Band genommen werden)
- keine Zuordnungsrestriktionen
- Hinsichtlich der Zielfunktion werden vier verschiedene Modelle unterschieden:
  - SALBP-G: (G für General (allgemein)) Ermittlung einer Taktzeit c und der Anzahl der Stationen m, sowie Zuordnung der n Arbeitsgänge zu den Stationen, so dass der Bandwirkungsgrad BG maximiert wird. BG=tsum/(mc)
  - SALBP-1: Bei gegebener Taktzeit c die Anzahl der Stationen m minimieren
  - SALBP-2: Bei gegebener Stationszahl m die Taktzeit c minimieren
  - SALBP-f: (feasibility (Durchführbarkeit)) Bei gegebenen m und c untersuchen, ob es eine Zuordnung der n Arbeitsgänge zu höchstens m Maschinen gibt, bei der die Taktzeit kleiner oder gleich c ist.

### Maximierung des Bandwirkungsgrades
Sollte die obere Schranke für die Taktzeit größer sein als die Summe der einzelnen Bearbeitungszeiten, so lässt sich der Bandwirkungsgrad maximieren, indem man alle Arbeitsgänge an einer einzelnen Station ausführen lässt. Die Taktzeit ist dann tsum.
In der Regel ist jedoch eine maximale zulässige Taktzeit vorgegeben. Sie ergibt sich aus einer geplanten Absatzmenge q in einer Periode mit der Dauer T. Die Taktzeit darf dann maximal cmax:=T/q sein.